# Alberto Guil
Alberto Guil (Buenos Aires, 6 de abril de 1937) es un empresario, hacendado y dirigente deportivo argentino. Como empresario del supermercadismo fue propietario de la cadena Norte, en la actualidad se dedica a la ganadería como presidente y accionista de la empresa Delfinagro. Desde 2001 hasta 2004 fue el presidente del Club Atlético San Lorenzo de Almagro, en la gestión obtuvo la Copa Sudamericana. 

## Historia como empresario
Fue presidente de la firma Cadesa-Supermercados Norte. De esta forma la organización compitió y se destacó en el mercado nacional, en especial, por la permanente incorporación de tecnología al servicio del "retail"; por la innovación constante en nuevas técnicas de ventas, por el desarrollo de marcas y productos y por inspirados "layout" de Super e Hipermercardos. Todo ello posibilitó ejecutar una política empresaria de expansión constante que, con el tiempo, logró afianzarse a nivel nacional y colocarse como la número uno en su sector. Ante esto fue reconocido con un Premio Konex de Platino en 1988 como el empresario del comercio más importante de la Argentina.
En 1996, Alberto Guil decidió, conjuntamente con los demás accionistas de Cadesa, dar un paso al costado y desprenderse de Norte. En ese año la firma Norte le daba empleo a más de seis mil personas, tenía veinticuatro bocas entre supermercados e hipermercados, dedicaba sesenta y dos mil metros cuadrados a salón de ventas y sus ventas anuales ascendían a mil millones de pesos.
Si bien, desde 1985 Alberto Guil ya tenía campos en la localidad de Azul -Provincia de Buenos Aires- luego de su retiro pudo comenzar a aplicar el conocimiento que durante diez años fue asimilando. En su carácter de principal accionista y Presidente de Delfinagro S.A. le imprimió al desarrollo de la actividad agropecuaria su particular visión de los negocios. En este corto tiempo ha conseguido logros de importancia que a otros "cabañeros"” les llevó décadas. Primeros premios en la Exposiciones de Ganadería de Sao Paulo Brasil, de Azul y en la Rural -Palermo 2000- son algunos de los más destacables de mencionar.
Debe destacarse su labor en la Fundación Elena B. de D’Anna que lo cuenta como Miembro Fundador y actual Presidente. Con el nombre de "La Casa de Elena" funciona un comedor-escuela donde asisten más de ciento cincuenta chicos carenciados de San Martín y alrededores. En ella, personal altamente capacitado les brinda apoyo escolar, recreación, actividades complementarias para su educación y el alimento diario. Creada en 1991, Fundación Elena B. de D'Anna lleva casi veinte años de constante labor asistiendo a hogares e instituciones de bien público proveyendo alimentos, útiles escolares y enseres.

## Presidente de San Lorenzo
Participó de las elecciones del año 2001 y cortó con los quince años de gobierno de Fernando Miele. El escrutinio final dio a la lista encabezada por Guil un 48,67 por ciento, mientras que Miele sumó el 26 por ciento y Carlos D’Alessandro quedó en tercer lugar con el 23 por ciento de los votos, de un padrón de socios que contaba con un total de 10.400 votantes compuesto por 5.000 vitalicios y 5.400 activos. 
En su plataforma y campaña se daba importancia a su éxito empresarial en el rubro de los supermercados (dueño de la ya desaparecida cadena Norte) y a su promesa de aporte de 10 millones de dólares. Durante su mandato se realizó convocatoria de acreedores por las deudas que dejó el mielismo, se ganó la Copa Sudamericana y tuvo un rendimiento irregular en los torneos locales. En el año 2004 fue sucedido por su vicepresidente primero Rafael Savino en la presidencia del club.

### Palmarés
- Copa Mercosur (2001) - Durante su gestión solo se disputó la segunda final ante Flamengo.
- Copa Sudamericana (2002)